# Ligidium blueridgensis
Ligidium blueridgensis là một loài chân đều trong họ Ligiidae. Loài này được Schultz miêu tả khoa học năm 1964.